# Thierry Goguel d'Allondans
Thierry Goguel d’Allondans, né le 7 août 1957  à Strasbourg, est formateur en travail social à l’Institut de formation au travail éducatif et social de Schiltigheim.

## Éléments de biographie
Thierry Goguel d’Allondans a été d'abord cuisinier, puis éducateur spécialisé pendant près de vingt ans.
Il soutient une thèse de doctorat en sciences sociales (mention anthropologie) en 2002, à l’université de Strasbourg, intitulée « Le travailleur social comme passeur. Procès anthropologiques et pratiques du travail social». En 2014 il devient formateur en travail social à l’Institut de formation au travail éducatif et social de Schiltigheim.
Goguel d’Allondans est rédacteur en chef de la revue Cultures & Sociétés, publiée par les éditions L'Harmattan.

### Livres publiés
- Rites de passage, rites d’initiation. Lecture d’Arnold van Gennep, Québec, Presses de l'Université Laval, [2002] 2004.  (ISBN 276377864X)
- Le travailleur social comme passeur. Procès anthropologiques et pratiques du travail social, thèse non publiée, Lille, ANRT, 2004.
- Étudier les ados : Initiation à l’approche socio-anthropologique, École des hautes études en santé publique, 2014.  (ISBN 978-2810902583)
- Ados LGBTI : Les mondes contemporains des jeunes lesbiennes, gays, bisexuel(le)s, transgenres, intersexes. Presses de l'Université Laval, 2017.

### Articles publiés
- Avec Alfred Adam (Dir.), Pathologies des institutions : réalités, prévention, alternatives, Ramonville Saint-Agne, Érès, 1990.
- Avec Myriam Klinger, Errances et Hospitalité. L’accueil et l’accompagnement d’adultes en difficulté. La Cité Relais à Strasbourg, Ramonville Saint-Agne, Érès « Ethiss », 1991.
- (Direction), Rites de passage : d’ailleurs, ici, pour ailleurs, Ramonville Saint-Agne, Érès « Pratiques sociales transversales », 1994
- Codirection avec Liliane Goldsztaub, La rencontre. Chemin qui se fait en marchant, Ramonville Saint-Agne, Érès « Les cahiers d’Arcanes », 2000.
- (Dir.), Face à l’enfermement : Accompagner, former, transmettre. Petit traité de l’ouverture des cages, Paris, A.S.H. « Pratiques professionnelles », 2003.
- Anthropo-logiques d’un travailleur social. Passeurs, passages, passants, Paris, Téraèdre « L’anthropologie au coin de la rue », 2003.
- Les gardiens du seuil. Lecture anthropologique du travail social, Montréal, Liber, 2005.
- Les sexualités initiatiques. La révolution sexuelle n’a pas eu lieu, Paris, Belin « Nouveaux Mondes », 2005.
- Réseau Positif (scénario d’une bande dessinée sous le pseudonyme de Thigodal, pour la prévention du sida chez les 16-25 ans), Strasbourg, AtelierBD, 2005.
- (Dir.), Éducation renforcée. La prise en charge des mineurs délinquants en France, Paris, Téraèdre « Passage aux Actes », 2008.
- Denis Jeffrey (Dir.), Chemins vers l’âge d’Homme. Les risques à l’adolescence, Québec, Presses de l’Université Laval « Sociologie au coin de la rue », 2008.
- Arnold Van Gennep, l'homme des passages, Bulletin du centre protestant d'études, no 1, février 2009, Genève, ISSN 1015-1141